# DNA 러버
《DNA 러버》는 2024년 8월 17일부터 2024년 10월 6일까지 방영된 TV조선 토일 드라마다.

## 기획 의도
수많은 연애를 실패한 유전자 연구원 한소진이 마침내 유전자를 통해 자신의 짝을 찾아가는 오감 발동 로맨틱 코미디 드라마

## 방송 시간
| 방송 채널 | 방송 기간                  | 방송 시간                                           | 방송 분량  |
| --------- | -------------------------- | --------------------------------------------------- | ---------- |
| TV CHOSUN | 2024년 8월 17일 ~ 10월 6일 | 매주 토요일 ~ 일요일 오후 9시 10분 ~ 오후 10시 30분 | 1시간 20분 |

## 제작진

### 제작사
- 하이그라운드 : TV조선 토일 드라마 《복수해라》, TV조선 토일 드라마 《엉클》, TV조선 토일 드라마 《결혼작사 이혼작곡 2》, TV조선 토일 드라마 《결혼작사 이혼작곡 3》, TV조선 토요 드라마 《마녀는 살아있다》, KBS 2TV 월화 드라마 《법대로 사랑하라》, JTBC 토일 드라마 《신성한, 이혼》, tvN 수목 드라마 《성스러운 아이돌》, TV조선 토일 드라마 《아씨두리안》, TV조선 토일 드라마 《빨간풍선》 제작
- 아이피박스미디어 : JTBC 월화 드라마 《우리가 사랑할 수 있을까》, MBC 월화 드라마 《파수꾼》 제작
- 팬 엔터테인먼트 : MBC 주말 특별 기획 드라마 《두 번은 없다》, tvN 월화 드라마 《청춘기록》, KBS 2TV 주말 드라마 《오케이 광자매》, SBS 월화 드라마 《라켓소년단》, MBC 일일 드라마 《두 번째 남편》, ENA 금토 드라마 《가우스전자》, SBS 월화 드라마 《꽃선비 열애사》, SBS 목요 드라마 《국민사형투표》, tvN 월화 드라마 《반짝이는 워터멜론》, NETFLIX 《돌풍》 제작

### 극본
- 정수미 : KBS 2TV 월화 드라마 《본 어게인》(공동 집필) 집필

### 연출
- 성치욱 : MBC 월화 드라마 《카이로스》(연출), MBC 금토 드라마 《내일》(연출) 연출

## 등장 인물

### 주요 인물
- 최시원 : 심연우 (남, 34세) 역 -  " 이별은 그럴 때 하는 겁니다, 미안하고 슬플 때 "

여자 스캔 능력이 뛰어난, 섬세한 산과 닥터. 임산부와 아기에게는 한없이 자상한 의술과 부성애를 겸비한 의사.
- 정인선 : 한소진 (여, 32세) 역 -  " 내 운명의 짝은 내가 찾는다 "

오타쿠 기질 충만한 '이로운 유전자센터' 연구원, 대용량 외장 하드 자료로도 부족해 흰 연구원 가운 가득 외계어같은 유전자 이름을 끄적거려 놓고 다니는 그녀.
- 이태환 : 서강훈 (남, 29세) 역 -  " 남자로 태어났으면 순정은 한 여자에게 바쳐야지 "

정인 소방서의 꽃인 현장대응단 소속의 구조대원, 일이든 사람이든 한 번 마음 먹은 것에 대해 변할 줄 모르는 남자. '약속'을 한 번 하면 똘끼스러울만큼 우직하게 지킨다.
- 정유진 : 장미은 (여, 34세) 역 -  "하나만 사랑하니까 실패하는 거야"

연애 방송 섭외 1순위 연애 칼럼니스트, 어떤 옷을 입든 이사도라처럼 스카프로 그녀만의 패션을 완성한다. 그 스카프의 색깔은 요일마다 다르고, 요일마다 그녀의 애인도 달랐다.
- 이시훈 : 여정탐 (남, 36세) 역 - 심병원 내분비내과 의사로 연우의 동창
- 이수빈 : 손아리 (여, 27세) 역 - 이로운 유전자센터 연구원, 소진의 동료이자 영혼의 단짝.
- 방은정 : 남성미 (여, 37세) 역 - 강훈의 소방관 파트너이자 역삼동 불주먹이라고 불리는 아마추어 격투기 선수
- 이철우 : 안드레아 신부 (남, 34세) / 신이명 역 - 큰 키, 렘브란트 그림에서 나온 듯, 빛과 그림자 음영이 강하고 윤곽 뚜렷한 얼굴.

그는 신을 사랑하며 신을 위해 목숨을 던지는 사제다. 아리를 만나고 나서 그녀의 아픔을 진심으로 품어주게 된다.

### 그 외 인물
- 주희재 : BK 역
- 서지영 : 유명희 역 - 소진의 엄마이자 설치미술가.
- 정이랑 : 어진선 역 - 평소에는 엄격한 모습이지만 출산을 할 때 임산부들에게 가장 든든한 조산사 역할을 해내는 수간호사.
- 정민성 : 서형철 역 - 먼저 떠난 아내를 그리워하면서도 두 아들을 키우는 정 많고 여린 아버지.
- 한아름별 : 최현주 역 - 청담 심병원의 산과 의사. 환자들에게 차가운 모습이지만 실력있는 연우의 동료의사.

### 기타 인물
- 임소윤 : 희연 역
- 미상 : 소진의 전 남자친구 역
- 박성근 : 심성훈 역
- 이칸희 : 염장미 역 - 심연우의 어머니.
- 미상 : 수술 집도의사 역
- 미상 : 하가희 역

### 특별 출연
- 김지원[1] : 리나 역 (1회)
- 손수아 : 한소리 역 (1회)
- 이특 : 노래방 사장 역 (5회)
- 신동 : 노래방 직원 역 (5회)

## 시청률
최저 시청률과 최고 시청률은 시청률 조사회사와 지역별로 시청률에 차이가 있을 수 있습니다.
| 2024년 | 2024년   | 2024년         | 2024년       |
| 회차   | 방송일   | AGB 시청률     | AGB 시청률   |
| 회차   | 방송일   | 대한민국(전국) | 수도권(서울) |
| ------ | -------- | -------------- | ------------ |
| 제1회  | 8월 17일 | 1.132%         | 1.312%       |
| 제1회  | 8월 17일 | -              | -            |
| 제2회  | 8월 18일 | 0.62%          | -            |
| 제2회  | 8월 18일 | -              | -            |
| 제3회  | 8월 24일 | 0.776%         | 0.8%         |
| 제3회  | 8월 24일 | -              | -            |
| 제4회  | 8월 25일 | 0.757%         | -            |
| 제4회  | 8월 25일 | -              | -            |
| 제5회  | 8월 31일 | 0.627%         | -            |
| 제5회  | 8월 31일 | -              | -            |
| 제6회  | 9월 1일  | 0.578%         | -            |
| 제6회  | 9월 1일  | -              | -            |
| 제7회  | 9월 7일  | 0.704%         | -            |
| 제7회  | 9월 7일  | -              | -            |
| 제8회  | 9월 8일  | 0.644%         | -            |
| 제8회  | 9월 8일  | -              | -            |
| 제9회  | 9월 14일 | 0.727%         | -            |
| 제9회  | 9월 14일 | -              | -            |
| 제10회 | 9월 15일 | 0.632%         | -            |
| 제10회 | 9월 15일 | -              | -            |
| 제11회 | 9월 21일 | 0.609%         | -            |
| 제11회 | 9월 21일 | -              | -            |
| 제12회 | 9월 22일 | 0.897%         | -            |
| 제12회 | 9월 22일 | -              | -            |
| 제13회 | 9월 28일 | 0.555%         | -            |
| 제13회 | 9월 28일 | -              | -            |
| 제14회 | 9월 29일 | 0.689%         | -            |
| 제14회 | 9월 29일 | -              | -            |
| 제15회 | 10월 5일 | 0.699%         | -            |
| 제15회 | 10월 5일 | -              | -            |
| 제16회 | 10월 6일 | 0.798%         | -            |
| 제16회 | 10월 6일 | -              | -            |